# Distilare în vid

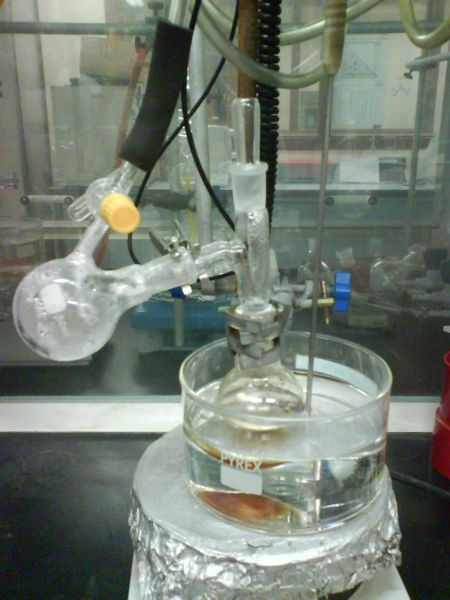
La presiunea atmosferică, dimetilsulfoxidul fierbe la 189 °C. În aparatura de distilare la vid, distilarea are loc la o temperatură de doar 70 °C.

Distilarea în vid sau distilarea la vid este o metodă de distilare care se realizează în condiții de presiune scăzută, ceea ce are ca efect scăderea punctului de fierbere la majoritatea lichidelor. Fiind o distilare, tehnica este folosită pentru separarea și purificarea unor compuși pe baza diferenței punctelor de fierbere, fiind aplicabilă atunci când compusul care se dorește să se obțină prezintă un punct de fierbere la care nu se poate lucra, și care de asemenea poate favoriza descompunerea termică a acestuia. O presiune de lucru redusă are ca efect scăderea punctelor de fierbere, iar reducerea acestora se poate determina cu ajutorul relației Clausius-Clapeyron, utilizând o nomogramă.
Distilarea în vid îmbunătățește eficiența distilării, astfel că distilarea în vid a apei oceanice este cea mai eficientă metodă de desalinizare.